# Bakewar
Bakewar è una suddivisione dell'India, classificata come nagar panchayat, di 13.053 abitanti, situata nel distretto di Etawah, nello stato federato dell'Uttar Pradesh. In base al numero di abitanti la città rientra nella classe IV (da 10.000 a 19.999 persone).

## Geografia fisica
La città è situata a 26° 40' 0 N e 79° 10' 60 E e ha un'altitudine di 141 m s.l.m..

## Società

### Evoluzione demografica
Al censimento del 2001 la popolazione di Bakewar assommava a 13.053 persone, delle quali 6.908 maschi e 6.145 femmine. I bambini di età inferiore o uguale ai sei anni assommavano a 2.307, dei quali 1.235 maschi e 1.072 femmine. Infine, coloro che erano in grado di saper almeno leggere e scrivere erano 7.762, dei quali 4.616 maschi e 3.146 femmine.